# Линия 10 (Парижское метро)
Линия 10 — одна из 16 линий Парижского метро. Проходит с запада на восток города.
Эта одна из 10 линий Парижского метро, полностью проходящая под землёй. Также эта линия дважды изменяла свою трассу, от первоначальной трассы остался только участок Вано — Мобер — Мютюалите. На схемах обозначается золотистым цветом и числом 10.

## Хронология
- 30 декабря 1923: Энвалид — Круа-Руж (закрыта в 1939)
- 10 марта 1925: Круа-Руж — Мабильон
- 14 февраля 1926: Мабильон — Одеон
- 15 февраля 1930: Одеон — Плас д'Итали
- 7 марта 1930: Пляс д'Итали — Порт-де-Шуази
- 26 апреля 1931: Передача участка Плас Монж — Порт-де-Шуази линии 7, перегон Плас Монж — Мобер — Мютюалите выведен из регулярной эксплуатации. Открыт участок Мобер — Мютюалите — Жюссьё
- 27 июля 1937: Передача участка Дюрок — Энвалид старой линии 14 (с 1976 года часть линии 13).
- 29 июля 1937: Дюрок — Ла Мотт-Пике — Гренель, также включён участок Ла Мотт-Пике — Гренель — Порт-д’Отёй.
- 12 июля 1939: Жюссьё — Гар д'Остерлиц
- 2 сентября 1939: закрытие станций Круа-Руж и Клюни — Ля-Сорбонн.
- 3 октября 1980: Порт-д'Отёй (в обратном направлении Мишель-Анж — Молитор) — Булонь — Жан Жорес
- 2 октября 1981: Булонь — Жан Жорес — Булонь — Пон-де-Сен-Клу
- 17 февраля 1988: перезапуск станции Клюни — Ля-Сорбонн с открытием перехода на пересадочный узел RER Сен-Мишель — Нотр-Дам.

## Разъединение
Линия имеет разъединение, которое находится в западной части города. По северному отрезку линия идёт в западном направлении, а по южному — в восточном. К северному отрезку примыкает ССВ с линии 9, а в западной оконечности начинается ответвление в ателье д'Отёй и к недостроенной станции Порт-Молитор.

## Проекты развития

Проект развития линии 10 до 2030 года

В программе развития Парижского метрополитена предусмотрено продление линии 10 в оба направления:
- В восточном направлении планируется продление линии 10 в восточную часть города Иври-сюр-Сен до местной площади Гамбетта[1]. В зависимости от проекта на участке планируется строительство четырёх или пяти станций, две из которых (Шевальре и Библиотек-Франсуа-Миттеран) будут располагаться в пределах официальных границ Парижа и являться пересадками на другие линии метро и RER C. На совсем далёкую перспективу (после 2030 года) запланировано продление линии в город Витри.
- В 2006 году Парижским ателье урбанизма было предложен план продления линии 10 в западном направлении вглубь коммуны Сен-Клу, на противоположный берег Сены[2]. 16 декабря 2010 года предложение принято к рассмотрению в рамках программы развития Большого Парижа.[3].